# Евсеенко, Владимир Романович
Владимир Романович Евсеенко (1922—1978) — Гвардии старший сержант Рабоче-крестьянской Красной Армии, участник Великой Отечественной войн, Герой Советского Союза (1945).

## Биография
Владимир Евсеенко родился 22 ноября 1922 года в деревне Рынковка (ныне — Чериковский район Могилёвской области Белоруссии). С 1928 года проживал в селе Новобалахонка Кемеровского района Кемеровской области. В 1941 году Евсеенко был призван на службу в Рабоче-крестьянскую Красную Армию. В 1942 году учился в Иркутском военном авиатехническом училище, но не окончил его. С февраля 1943 года — на фронтах Великой Отечественной войны. К августу 1944 года гвардии старший сержант Владимир Евсеенко был механиком-водителем 21-й гвардейской танковой бригады 5-го гвардейского танкового корпуса 6-й танковой армии 2-го Украинского фронта. Отличился во время освобождения Румынии.
24 августа 1944 года, находясь в засаде в районе города Бырлад, экипаж Евсеенко подбил 3 немецких штурмовых орудия и 1 танк. Во время боя за город Бузэу экипаж захватил три вражеских эшелона с автомашинами, вездеходами и танками. В дальнейшем Евсеенко и его экипаж первым в своём подразделении прорвались в мосту через реку Сирет, уничтожили охранение и удержали мост до подхода основных сил.
Указом Президиума Верховного Совета СССР от 24 марта 1945 года за «образцовое выполнение боевых заданий командования на фронте борьбы с немецкими захватчиками и проявленные при этом мужество и героизм» гвардии старший сержант Владимир Евсеенко был удостоен высокого звания Героя Советского Союза с вручением ордена Ленина и медали «Золотая Звезда» за номером 7556.
С 1944 года Евсеенко учился в Киевском танково-техническом училище, но не окончил его и после окончания войны был уволен в запас. Проживал в Томске. В 1961 году окончил Томский государственный университет, после чего работал заместителем начальника треста «Сибэлектромонтаж».
Умер 31 октября 1978 года.
Был также награждён рядом медалей.